# Tortura del bianco
La tortura del bianco, spesso indicata anche come tortura della stanza bianca, è un tipo di tortura psicologica volto alla completa privazione sensoriale e all'isolamento dell'individuo torturato, il quale arriva spesso a perdere, oltre ai cinque sensi, anche ogni senso di identità. Si tratta di una pratica di tortura particolarmente utilizzata in Iran, tuttavia ci sono prove del suo uso anche negli Stati Uniti d'America, in Venezuela, in Irlanda e in altre parti d'Europa.
Talvolta ci si riferisce a tale tortura anche come tortura bianca; tale nome però può risultare fuorviante dato che la tortura del bianco è in effetti solo una delle tante forme di tortura bianca, ossia di quelle forme di tortura in cui al detenuto non vengono inflitte percosse e che aggrediscono i sensi e non il corpo del soggetto, non volendo lasciare tracce riscontrabili sulla vittima.

## Pratica
La tortura consiste nel rinchiudere un prigioniero in una stanza completamente bianca, dai muri, al pavimento, al soffitto. La stanza, che presenta solo superfici lisce e che è perennemente illuminata con luci al neon, disposte sul soffitto in modo tale da rendere impossibile la formazione di qualunque tipo di ombra, è anche estremamente isolata acusticamente, cosicché al prigioniero non giunga alcun suono dall'esterno e che gli sia impossibile avere una qualunque interazione sociale; le stesse guardie hanno ordine di stare ritte, in silenzio e di indossare speciali protezioni alle scarpe onde evitare qualunque rumore, in questo modo il prigioniero non può udire altro che sé stesso.
Durante la detenzione, il prigioniero viene vestito solamente con indumenti bianchi e viene nutrito solamente con cibo bianco, il più possibile insapore e inodore, vale a dire con riso bollito non condito.
Si tratta di una tortura che viene portata avanti per lungo tempo, con detenzioni che durano spesso diversi mesi e persino anni. Tipicamente gli effetti della tortura del bianco, che sono oggi ben documentati da diverse testimonianze, sono la completa depersonalizzazione del prigioniero, il quale, a causa del lungo isolamento, perde il concetto di sé e della propria identità personale, e l'insorgenza di diverse psicosi, quali ad esempio allucinazioni visive e uditive.

## Utilizzi noti

### Iran
È noto che la tortura del bianco è stata praticata diverse volte in Iran sui prigionieri politici, molti dei quali erano giornalisti detenuti nella prigione di Evin, dove, stando a quanto afferma Hadi Ghaemi, del Center for Human Rights in Iran, tali torture erano utilizzate anche senza una diretta autorizzazione governativa.
Il primo caso noto di utilizzo di questo tipo di tortura in Iran fu portato a conoscenza del pubblico da Amnesty International nel 2004 e vide coinvolto il dissidente iraniano Amir-Abbas Fakhravar, che nel 2004 fu sottoposto alla tortura del bianco dal Corpo delle guardie della rivoluzione islamica per ben otto mesi. Stando a quanto riportato dallo stesso Fakhravar, la sua cella non aveva finestre e i muri della cella, così come i vestiti da lui indossati, erano completamente bianchi, così come bianco era il cibo che gli veniva somministrato: riso bianco su un piatto bianco. Quando voleva andare in bagno, l'uomo, al quale era proibito parlare, doveva far scivolare un foglio di carta sotto la porta; solo a quel punto le guardie, che erano dotate delle sopraccitate scarpe rivestite, lo accompagnavano ai servizi.
Un altro caso, sempre del 2004, è quello del giornalista iraniano Ebrahim Nabavi, il quale, in una comunicazione da lui fatta allo Human Rights Watch, riguardo alla tortura del bianco ha dichiarato:
Un altro attivista iraniano, Kianush Sanjari, che è stato sottoposto a questo tipo di tortura nel 2006, ha dichiarato:

### Stati Uniti d'America

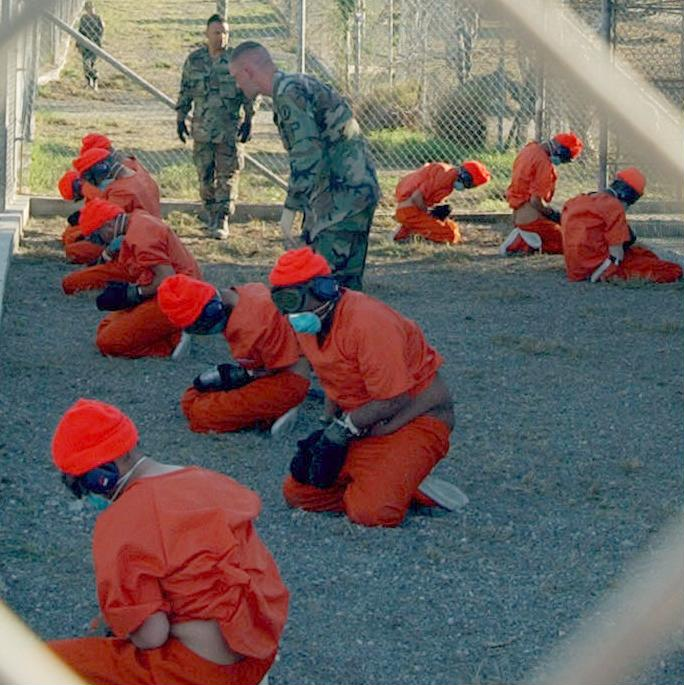
Detenuti all'arrivo al Camp X-Ray del campo di prigionia di Guantánamo, nel gennaio 2002. Si vede come i prigionieri indossino occhiali, maschere, guanti e cuffie.

Gli Stati Uniti sono stati accusati da Amnesty International e da altre organizzazioni internazionali per la difesa dei diritti umani di aver messo in pratica "l'isolamento estremo e la privazione sensoriale ... detenuti confinati in celle senza finestre... giorni senza vedere la luce del giorno" insieme ad altre tecniche di tortura con l'approvazione dell'amministrazione Bush, sotto l'eufemismo "interrogatorio avanzato".
Nel luglio 2004, la European Democratic Lawyers (EDL), un'associazione di sindacati e avvocati di sei paesi europei, ha esplicitamente accusato gli Stati Uniti di aver adoperato la tortura del bianco: "I diritti fondamentali sono violati da parte degli Stati Uniti. A Guantanamo i prigionieri sono mantenuti in regime di privazione sensoriale, con orecchie e occhi coperti, mani e piedi legati e con addosso degli spessi guanti; sono tenuti in gabbie senza alcuna privacy, sempre sotto osservazione, illuminati giorno e notte: questo si chiama tortura bianca".

### Venezuela
Secondo diverse organizzazioni per la difesa dei diritti umani e altre organizzazioni non governative (ONG), il Servicio Bolivariano de Inteligencia Nacional (SEBIN) del governo venezuelano deterrebbe prigionieri politici nei piani sotterranei del suo quartier generale, appellati dagli stessi agenti governativi come "La Tumba", ossia "La Tomba", a Caracas. Le celle di tale luogo misurano due metri per tre, hanno letti in cemento, muri bianchi, nessuna finestra, telecamere di sicurezza e porte sbarrate, e sono allineate in modo tale da impedire qualunque interazione tra i detenuti. Le forti luci presenti nelle celle sono mantenute perennemente accese, mentre la temperatura è sempre sotto zero e gli unici rumori che si possono udire sono quelli dei treni della vicina metropolitana di Caracas. Negli anni, le accuse di utilizzo di tortura a La Tumba, e in particolare di tortura del bianco, si sono moltiplicate fino a diventare praticamente una cosa comune. Secondo l'ONG Justice and Process, tali condizioni detentive sono adoperate in modo da far sì che i prigionieri, che spesso si suicidano, si dichiarino colpevoli dei reati che gli vengono contestati.

## Nella cultura di massa
- Il film Lavan (ossia "Bianco" in ebraico), diretto nel 2010 dal registra israeliano Guilhad Emilio Schenker, è basato su testimonianza dell'utilizzo della tortura del bianco in Iran. Il film ha partecipato a più di 70 festival in tutto il mondo, vincendo 12 premi internazionali.[16]